# Sašo Udovič
Sašo Udovič (Ljubljana, 1968. december 12. –), szlovén válogatott labdarúgó.
A szlovén válogatott tagjaként részt vett a 2000-es Európa-bajnokságon.

## Sikerei, díjai
Olimpija Ljubljana
- Szlovén bajnok (1): 1991–92